# 姆基恩角

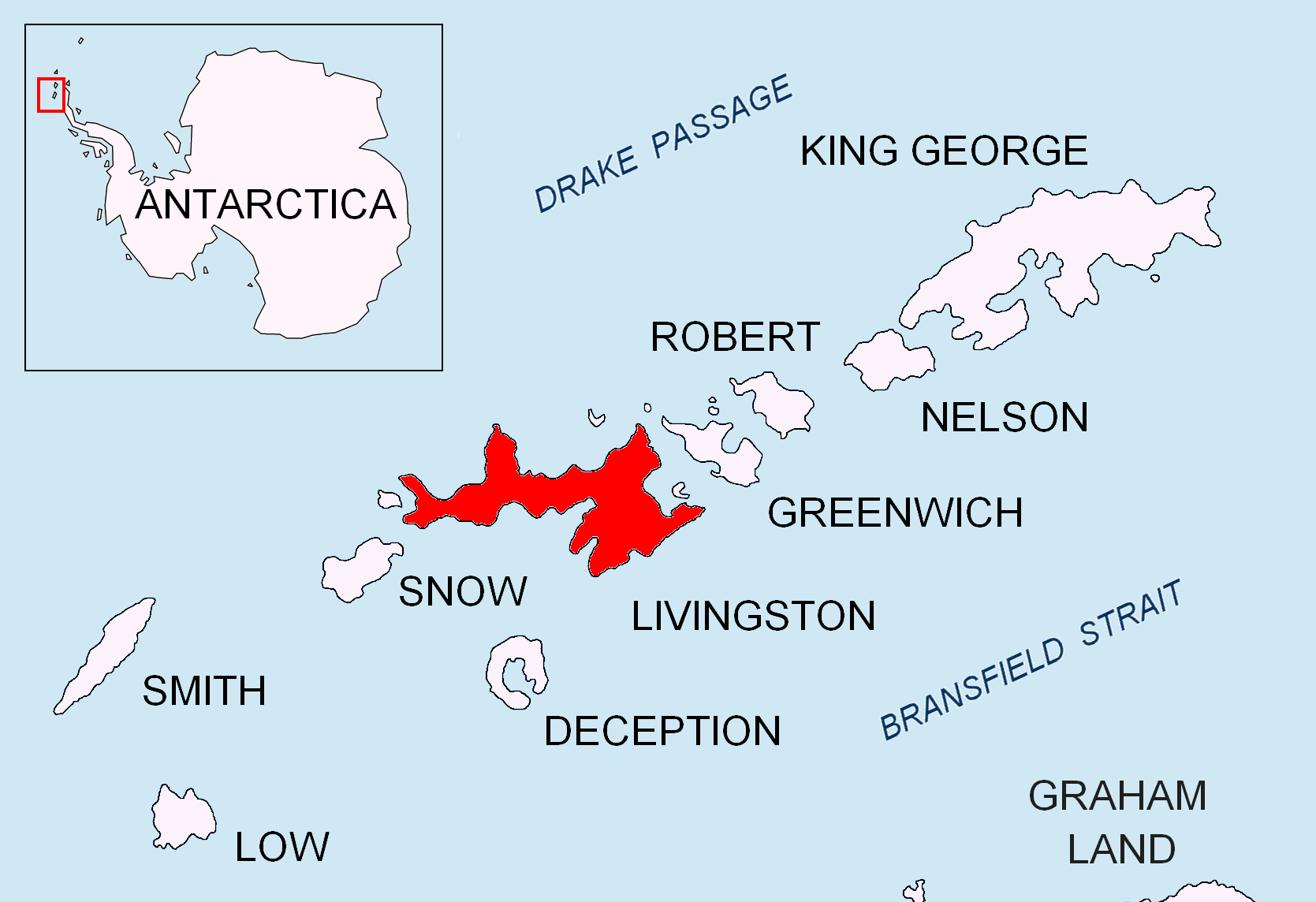

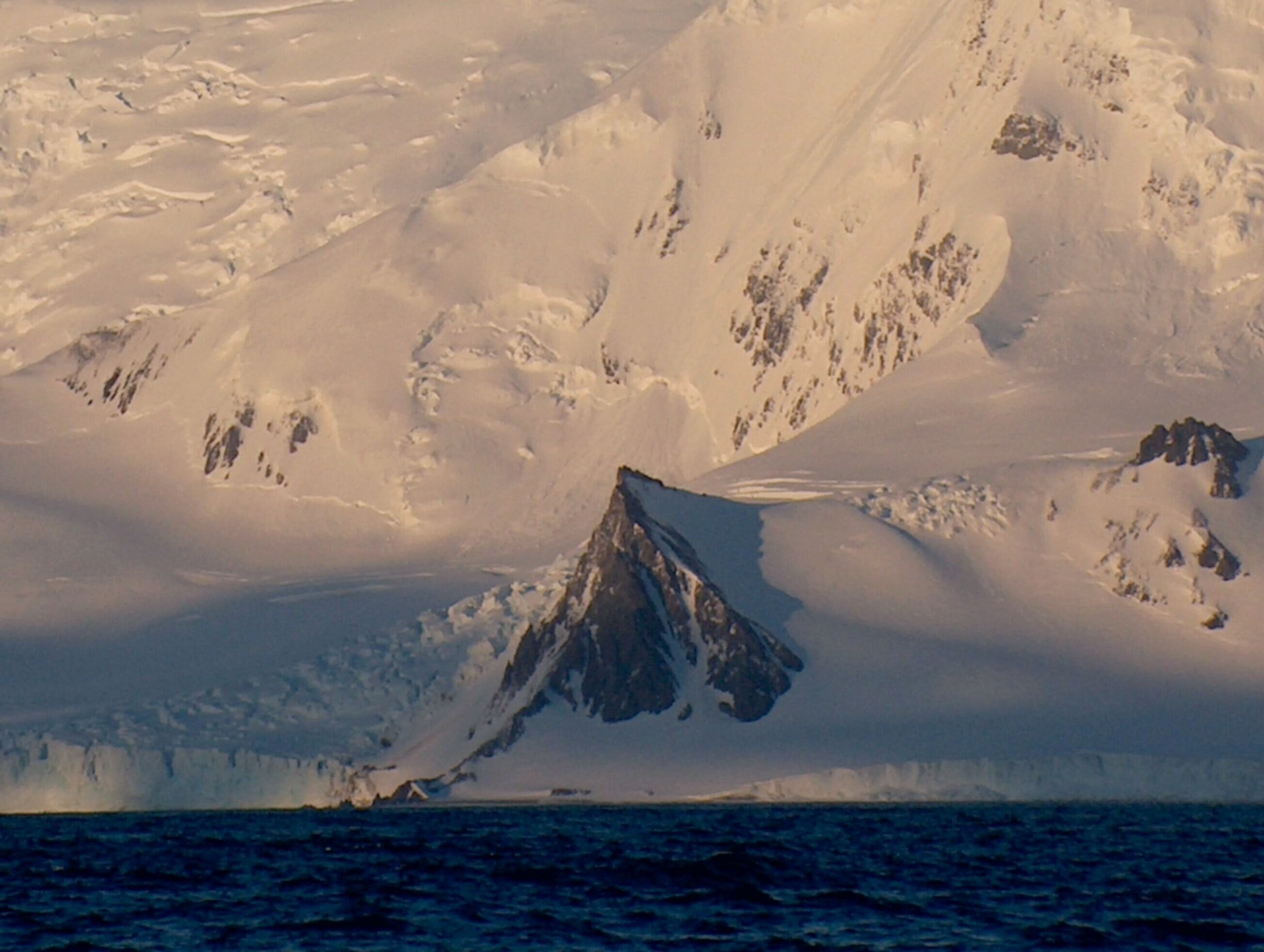

姆基恩角是南極洲的海岬，位於南設得蘭群島的利文斯頓島東南岸，處於博特夫角東北面17.32公里、艾托斯角東北面2.6公里和雷納角西南面13.99公里。

## 外部連結
- SCAR Composite Antarctic Gazetteer（页面存档备份，存于）.